# Stefan Aladzhov
Stefan Atanasov Aladzhov (bulgare : Стефан Атанасов Аладжов) (né le 18 octobre 1947 à Sofia en Bulgarie) est un footballeur international bulgare, qui évoluait au poste de défenseur, avant de devenir entraîneur.

## Biographie

### Carrière de joueur

#### Carrière en sélection
Avec l'équipe de Bulgarie, il dispute 30 matchs (pour un but inscrit) entre 1969 et 1979. 
Il figure notamment dans le groupe des sélectionnés lors des Coupes du monde de 1970 et de 1974. Il dispute un match lors du mondial 1970, face au Pérou.

## Palmarès
| Levski Sofia - Championnat de Bulgarie (5) : - Champion : 1967-68, 1969-70, 1973-74, 1976-77 et 1978-79. - Vice-champion : 1968-69, 1970-71, 1971-72, 1974-75, 1975-76, 1980-81. - Coupe de Bulgarie (5) : - Vainqueur : 1970 et 1971, 1976 et 1977 et 1979. - Finaliste : 1969 et 1974. |  | - Footballeur bulgare de l'année (1) : 1970. |